# Max Krause
Pour les articles homonymes, voir Krause.
Max Krause (né le 20 avril 1909 à Darmstadt, mort aux alentours du 18 février 1944 à Vinnytsia, Ukraine) est un orientaliste et un historien des mathématiques allemand. 

## Biographie
Il a passé son enfance et sa jeunesse à Brême, où il a étudié au Realgymnasium, qu'il a quitté en 1928 avec le certificat de fin d'études. 
Krause a étudié l'orientalisme scientifique et les mathématiques avec Arthur Schaade et Rudolf Strothmann (de) à Hambourg, où il a obtenu son doctorat en 1936 avec une thèse intitulée Die Sphärik (de) von Menelaos aus Alexandrien in der Verbesserung von Abou Nasr Mansur. La même année, il publie le catalogue "Stambuler Handschriften islamischer Mathematiker" ("Manuscrits d'Istanbul de mathématiciens islamiques"). Après son doctorat, il a reçu une bourse de l'Institut archéologique allemand pour un séjour à Istanbul. Le 1er mai 1937, membre Krause du NSDAP.
Il a été assistant à l'Institut d'études orientales de Hambourg avant d'être recruté lors de la Seconde Guerre mondiale. Il s'est retrouvé dans le territoire occupé par l'Union soviétique. 

## Publications
- (de) Max Krause, « Die Sphärik von Menelaos aus Alexandrien in der Verbesserung von Abu Nasr Mansur b. `Ali b. `Iraq, mit Untersuchungen zur Geschichte des Textes bei den islamischen Mathematikern », Abhandlungen der Gesellschaft der Wissenschaften zu Göttingen, Philologisch-historische Klasse, 3e série, n° 17, Berlin 1936 (thèse). Réimpression Frankfurt am Main 1998.
- Stambuler Handschriften islamischer Mathematiker. Dans: Quellen und Studien zu Geschichte der Mathematik, Astronomie und Physik. Division B, Études, volume 3 (1936), p.   437-532